# Puchar Wołoszczyzny (1911/1912)
Puchar Wołoszczyzny 1911/1912 – 3. sezon najwyższej klasy rozgrywkowej w Rumunii. W rozgrywkach brały udział 4 zespoły, grając systemem kołowym. Tytuł nie obroniła drużyna Olympia Bukareszt. Nowym mistrzem Rumunii został zespół United Ploeszti.

## Tabela końcowa
|   | Klub                | M | Z | R | P | Br+ | Br- | Br+/- | Pkt | Uwagi  |
| 1 | United Ploeszti     | 4 | 3 | 1 | 0 | 14  | 8   | +6    | 7   | Mistrz |
| 2 | Colentina Bukareszt | 4 | 1 | 1 | 2 | 10  | 13  | -3    | 3   |        |
| 3 | Olympia Bukareszt   | 4 | 1 | 0 | 3 | 10  | 13  | -3    | 2   |        |
| 4 | Bukarester FK       | 0 | 0 | 0 | 0 | 0   | 0   | 0     | 0   |        |